# Robert Arrak
Robert Arrak (ur. 1 kwietnia 1999 w Tallinnie) – estoński hokeista, reprezentant Estonii.

## Kariera
- Blues U16 (2013-2015)
- Blues Blue U16 (2013/2014)
- Blues U18 (2015-2016)
- Blues U20 (2016)
- Estonian Jr. Team (2016)
- Cedar Rapids RoughRiders (2016-2017)
- Jokerit U20 (2017-2018)
  -  Kiekko-Vantaa (2018)
- Sport U20 (2018-2019)
  -  Sport (2018/2019)
  -  Hermes (2018/2019)
- RB Hockey Juniors (2019-2020)
- Lukko U20 (2020-2021)
- KH Energa Toruń (2021-2022)
- Cracovia (2022-2023)
- JKH GKS Jastrzębie (2023-2024)
- KH Energa Toruń (2024-)

Wychowanek klubu HC Unistars Tallinn. Karierę rozwijał w Finlandii, grając w zespołach juniorskich klub Espoo Blues do 2016. Od listopada 2016 w sezonie 2016/2017 grał w amerykańskiej drużynie Cedar Rapids RoughRiders w lidze USHL. Od 2017 ponownie grał w Finlandii, w zespołach juniorskich klubów Jokerit i Vaasan Sport. Jednocześnie był wypożyczany do drużyn seniorskich z ligi Mestis (Kiekko-Vantaa i Hermes), a ponadto zagrał cztery mecze w barwach w seniorskiej ekipy Sport w sezonie Liiga (2018/2019). Przed NHL Entry Draft 2018 został sklasyfikowany na miejscu 108 wśród Europejskich graczy w rankingu Central Scouting Final Rating. W sezonie 2019/2020 był graczem austriackiej drużyny RB Hockey Juniors (podległej klubowi EC Red Bull Salzburg), w występującej w międzykrajowych rozgrywkach Alps Hockey League oraz w play-off drugiej ligi austriackiej. W sezonie 2020/2021 reprezentował juniorską drużynę do lat 20 klubu Rauman Lukko. W maju 2021 został zawodnikiem drużyny KH Energa Toruń w rozgrywkach Polskiej Hokej Ligi. Pod koniec kwietnia 2022 został ogłoszony nowym zawodnikiem Cracovii. Od maja 2023 w JKH GKS Jastrzębie. Od czerwca 2024 ponownie zawodnik toruńskiego klubu, mianowany kapitanem drużyny.
W barwach Estonii uczestniczył w turniejach mistrzostw świata juniorów do lat 18 edycji 2014 (Dywizja IIB), mistrzostw świata juniorów do lat 20 edycji 2015, 2016, 2017 (Dywizja IIA), a w kadrze seniorskiej brał udział w turniejach mistrzostw świata edycji 2017, 2018, 2019, 2022, 2023 (Dywizja IB).

## Sukcesy
Reprezentacyjne
- Awans do Dywizji IIA mistrzostw świata juniorów do lat 18: 2014

Klubowe
- Złoty medal U16 SM-sarja: 2015 z Blues U16
- Srebrny medal U18 SM-sarja: 2016 z Blues U18
- Brązowy medal U20 SM-liiga: 2019 ze Sport U20
- Złoty medal drugiej ligi austriackiej: 2022 z RB Hockey Juniors
- Złoty medal U20 SM-sarja: 2021 z Lukko U21
- Finał Pucharu Polski: 2021 z KH Energa Toruń, 2023 z JKH GKS Jastrzębie